# The Lost
The Lost is de tweede aflevering van het tiende seizoen van de televisieserie ER, die voor het eerst werd uitgezonden op 2 oktober 2003.

## Verhaal
Dr. Carter is weer terug in Congo om het lichaam van dr. Kovac op te halen. Hij hoort van zijn oude medewerkers daar wat er gebeurd is met dr. Kovac: hij worstelde met malaria, een uitgestelde evacuatie en werd gevangengenomen door gewapende rebellen met een tragische afloop. Nu dr. Carter dit allemaal te horen heeft gekregen is hij vastbesloten om het lichaam van dr. Kovac te vinden, met hulp van de Rode Kruis vindt hij uiteindelijk de locatie waar het lichaam zou moeten zijn, maar dr. Kovac is er niet bij. Hij krijgt daar te horen dat een priester het overleefd heeft, tot zijn grote verrassing is de priester dr. Kovac. Dr. Kovac vertelt hem dat toen hij met een groep gevangen werd genomen door de rebellen hij van identiteit had geruild met een priester, dit heeft hem het leven gered. Dr. Kovac is zwaar gewond en wordt met spoed op een vliegtuig naar Chicago gezet, dr. Carter besluit om in Congo te blijven en geeft dr. Kovac een brief mee voor Lockhart.

## Rolverdeling

### Hoofdrollen
- Noah Wyle - Dr. John Carter
- Goran Višnjić - Dr. Luka Kovac

### Gastrollen (selectie)
- Simone-Élise Girard - Gillian
- Jarreth J. Merz - Charles
- Abdul Ayoola - Patrique
- Frank Bruynbroek - Andre Ney
- Pragna Desai - Angelique
- Barbara Eve Harris - Sakina
- Sam Hennings - Steve Davison
- Mary McCormack - Debbie
- Lisa Claire - vriendin van Debbie